# Pycnophyllum
Pycnophyllum – rodzaj roślin z rodziny goździkowatych. Obejmuje 18 gatunków. Rodzaj jest endemiczny dla Andów; jego przedstawiciele występują w Kolumbii, Peru, Boliwii, w północnym Chile i północnej Argentynie. Rośliny te rosną na wysokościach od 3000 do 4600 m n.p.m.

## Morfologia

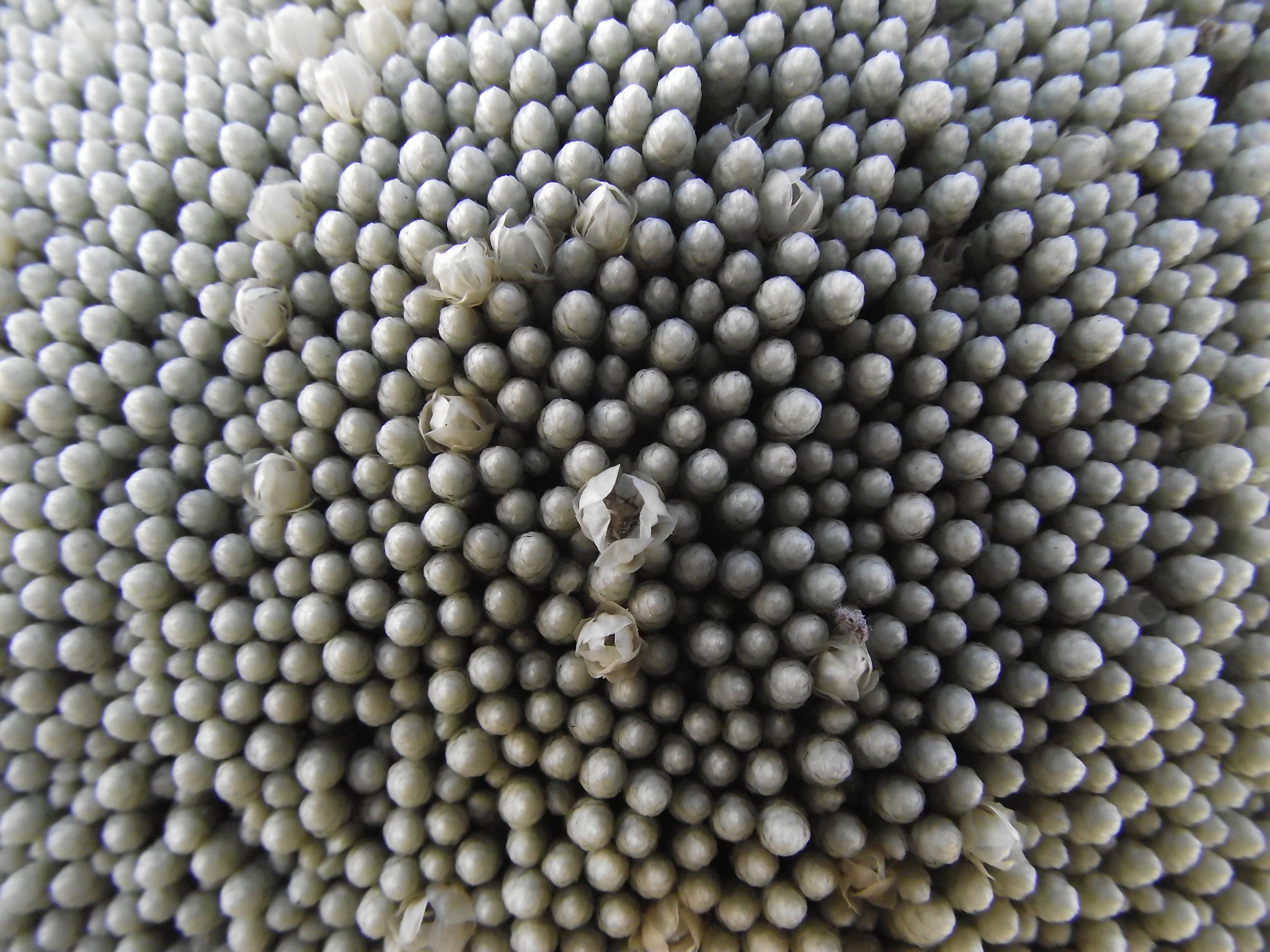
Pycnophyllum molle

PokrójRośliny zielne, byliny rosnące w kępach lub poduszkowe, kłączowe, niskie i silnie rozgałęzione.
LiścieNaprzeciwległe, pochwiaste u nasady i łączące się nasadami, bez przylistków. Blaszki łuskowate, zachodzące na siebie dachówkowato.
KwiatyPojedyncze, szczytowe, siedzące. Działki kielicha błoniaste, w liczbie 5, trwałe. Płatki korony w liczbie 5, całobrzegie, dwudzielne, drobne lub całkiem zredukowane. Pręciki w liczbie 5, naprzemianległe płatkom. Słupek pojedynczy, z kilkoma zalążkami, z szyjką zwieńczoną trójłatkowym znamieniem.
OwoceJednonasienne orzeszki zamknięte w trwałym kielichu, pękające nieregularnie u nasady. Nasiono trójkanciaste lub gruszkowatego kształtu.

## Systematyka
Pozycja systematyczna
Rodzaj zaliczany jest do plemienia Pycnophylleae i podrodziny Alsinoideae w obrębie rodziny goździkowatych, ewentualnie do plemienia Polycarpeae. Mimo różnic morfologicznych jest wskazywany jako siostrzany dla rodzaju Drymaria. 
Wykaz gatunków
- Pycnophyllum argentinum Pax
- Pycnophyllum aristatum Mattf.
- Pycnophyllum aschersonianum Muschl.
- Pycnophyllum bryoides (Phil.) Rohrb.
- Pycnophyllum convexum Griseb.
- Pycnophyllum glomeratum Mattf.
- Pycnophyllum holleanum Mattf.
- Pycnophyllum huascaranum Timaná
- Pycnophyllum lechlerianum Rohrb.
- Pycnophyllum leptothamnum Mattf.
- Pycnophyllum macropetalum Mattf.
- Pycnophyllum markgrafianum Mattf.
- Pycnophyllum mattfeldii J.F.Macbr.
- Pycnophyllum molle J.Rémy
- Pycnophyllum mucronulatum Mattf.
- Pycnophyllum spathulatum Mattf.
- Pycnophyllum stuebelii Mattf.
- Pycnophyllum tetrastichum J.Rémy